# Sven-Åke Nygårds
Sven-Åke Nygårds, född 8 mars 1943 i Boda församling i Kopparbergs län, död där 29 september 2018, var en svensk socialdemokratisk politiker, som mellan 1985 och 1998 var riksdagsledamot för Stockholms kommuns valkrets.
Nygårds är begravd på Boda kyrkogård i Dalarna.